# К-3 (комбайн)

К-3 — советский прицепной двухрядный картофелеуборочный комбайн. Агрегатируется с трактором ДТ-54.
Начал выпускаться на «Рязсельмаше» в 1960 году, в 1964 году производство было перенесено на новые производственные площади и продолжалось там до конца 60-х годов. В то же время на Коломенском заводе, а затем и на «Рязсельмаше» производился ещё и комбайн КГП-2, но К-3 был более распространён.

## Принцип работы

Двухсекционный плоский лемех 1 с активными боковинами подкапывает грядку и подаёт пласт на основной прутковый элеватор 2. Для более интенсивной сепарации в элеватор встроен механизм принудительного встряхивания с регулируемой амплитудой. Клубни с ботвой и оставшейся почвой проходят между пневматическими баллонами 3, разрушающими комки, и поступают на двухрешётный грохот 4, на котором отделяется почва. С грохота масса поступает на транспортёр 5 с пневматическими баллонами 4 и далее через разреженный прутковый транспортёр 7 на сепарирующий элеватор 6. Оттуда оставшиеся почва и клубни попадают в барабанный транспортёр 10, а ботва и растительные примеси захватываются прутками транспортёра ботвоудаляющего устройства. При прохождении ботвы между прижимным транспортёром 9 и отбойным валиком 8 имеющиеся на ботве клубни обрываются и поступают также в барабан. Барабанный транспортёр массу на наклонный транспортёр-переборщик 11, который частично разделяет клубни и примеси. Стоящие по бокам рабочие отбирают из потока клубней примеси, а из потока примесей клубни. Примеси с переборщика поступают на поперечный ленточный транспортёр 13 и выносятся им из комбайна на поле. Чисты промежуточным транспортёром 12 подаются в накопительный транспортёр. Из него картофель прямо на ходу поступает в транспорт, едущий рядом.

## Технические характеристики
- Потребляемая мощность — 23 л.с.
- Длина — 7780 мм
- Ширина — 3860 мм
- Высота — 2650 мм
- Вес — 3770 кг
- Кол-во пневмоколёс — 3
- Подкапывающие лемехи

- Кол-во секций — 2
- Форма — корытообразные

- Элеватор

- Длина — 2450 мм
- Ширина — 1116 мм
- Скорость — 1,69 м/с

- Ботвоудаляющее устройство

- Длина — 2400 мм
- Скорость — 0,98 м/с

- Кол-во пар пневматических баллонов, разрушающих комки — 1

- Длина — 1200 мм
- Диаметр — 320 мм
- Окружная скорость — 2,42 м/с

- Переборочный транспортёр - наклонный, полотно прорезинено

- Длина — 3600 мм
- Ширина — 900 мм
- Скорость — 0,4 м/с